# موشغ سوم مامیکونیان
موشغ سوم مامیکونیان (ارمنی: Մուշեղ Գ Մամիկոնյան) یک سپهبد ارمنی بود که در زمان حمله اعراب به ایران در برابر آن‌ها جنگید. او در جریان نبرد قادسیه در سال ۶۳۶ کشته شد.
در سال ۶۳۶ میلادی، موشغ سوم در رأس لشکری ۳۰۰۰ نفری و نویراک گریگور دوم شاهزاده سیونیک در رأس ۱۰۰۰ نفر، ارمنیانی بودند که به سپاهیان ساسانی پیوستند که برای جنگ با اعراب (که در قادسیه اردو زده بودند)، آماده می‌شد.
موشغ سوم به همراه دو برادرزاده‌اش، پسر خواهرش و پسرش گریگور دوم، به همراه سردار ساسانی رستم فرخزاد و بخش بزرگی از سپاهیان ساسانیان در جریان این نبرد جان باختند.